# Taeniacara candidi
Taeniacara candidi es una especie de peces de la familia Cichlidae en el orden de los Perciformes.

## Morfología
Los machos pueden llegar alcanzar los 3,3 cm de longitud total y las hembras 5.

## Hábitat
Vive en zonas de clima tropical  entre 25 °C-28 °C de temperatura.

## Distribución geográfica
Se encuentran en Sudamérica:  cuenca del río Amazonas.